# Abdelmajid-Eddine Jilani
Abdelmajid-Eddine Jilani,  né le 17 avril 1979, est un footballeur marocain évoluant au poste d'attaquant.

## Biographie

### Club
Né à Casablanca, il est formé au Wydad de Casablanca. Il quitte le club dès sa première saison qui s'avère très bonne pour le jeune joueur qui remporte la Coupe du Trône. Il rejoint l'AS Salé et quitte le club en 2002 pour rejoindre le FUS de Rabat qu'il quitte fin 2004 pour la Tunisie, rejoignant la JS Kairouanaise.
Il rejoint ensuite les "Lions de l'Atlas" pour les qualifications de la CAN 2004 en Tunisie. Le Maroc se qualifie mais il ne participe pas à la phase finale de la compétition. Il quitte la JS Kairouanaise pour rejoindre l'Olympique de Béja et rejoint après une année après le Championnat d'Oman avec le Dhofar Club. 
Il signe ensuite à l'Al Olympic Zaouia puis à l'Al Nasr Benghazi en Libye. Il retourne par la suite dans la Botola en s'engageant avec le FUS de Rabat. Il revient dans le Championnat de Libye à Alahly Tripoli S.C. de 2009 à 2010. Il retourne une nouvelle fois dans le Championnat du Maroc au Difaa El Jadida avant de revenir au golfe en signant avec le Al-Arabi SC. C'est avec ce club qu'il gagne son deuxième titre : The Crown Prince Cup. Il est transféré au CODM de Meknès en 2011 et arrive en finale de la Coupe du Trône en 2012, perdant contre le Maghreb de Fès. Il participe également à la Coupe de la CAF, perdant en quarts de finale contre le Stade malien. 
Le 10 juillet 2012, il signe le contrat le plus important de sa carrière en s'engageant avec le Raja de Casablanca. Il joue son premier match en amical contre l'Athletic Bilbao (victoire 3-1 du Raja).

## Carrière
- 2000-2001 :  Wydad de Casablanca
- 2001-2002 :  AS Salé
- 2002-2004 :  FUS de Rabat
- 2004-2005 :  AS Gabes
- 2005-2006 :  JS Kairouanaise
- 2006-2007 :  Olympique de Béja
- 2007-2007 :  Dhofar Club
- 2007-2008 :  Al Olympic Zaouia
- 2008-2009 :  Al Nasr Benghazi
- 2009-2009 :  FUS de Rabat
- 2009-2010 :  Alahly Tripoli S.C.
- 2010-2011 :  Difaa El Jadida
- 2011-2012 :  Al-Arabi SC (Koweït)
- 2012-2012 :  CODM de Meknès
- 2012- Déc 2013 :  Raja de Casablanca[1]

## Palmarès

### En club
Wydad de Casablanca
- Coupe du Trône
  - Vainqueur en 2001

 Al-Arabi SC (Koweït)
- Coupe Crown Prince du Koweït
  - Vainqueur en 2011

 Raja de Casablanca
- Coupe du Trône
  - Vainqueur en 2012
  - Finaliste en 2013
- Championnat du Maroc: 
  - Vainqueur : 2013
- Coupe du monde des clubs
  - Finaliste en 2013

### Distinction personnelle
- Meilleur buteur de la Coupe du Trône de football en 2004 (11 buts)